# Kasibu
Kasibu (Bayan ng Kasibu) är en kommun i Filippinerna. Kommunen ligger på ön Luzon, och tillhör provinsen Nueva Vizcaya. Folkmängden uppgår till 28 239 invånare.

## Barangayer
Kasibu är indelat i 30 barangayer.
| - Antutot - Alimit - Poblacion (Alloy) - Bilet - Binogawan - Bua - Biyoy - Capisaan - Cordon - Didipio - Dine - Kakiduguen - Lupa - Macalong - Malabing | - Muta - Pao - Papaya - Pudi - Tokod - Seguem - Tadji - Wangal - Watwat - Camamasi - Catarawan - Domang - Alloy - Kongkong - Pacquet (Ilongot Res.) |